# Nebeska Peak
Der Nebeska Peak (englisch; bulgarisch връх Небеска wrach Nebeska) ist ein 2450 m hoher Berg im westantarktischen Ellsworthland. In den Sullivan Heights im Zentrum der Sentinel Range des Ellsworthgebirges ragt er 3,85 km westsüdwestlich des Mount Farrell, 10,45 km nordwestlich des Mount Waldron, 6,17 km nordöstlich des Mount Segers und 9,7 km ostsüdöstlich des Mount Bearskin auf. Der Pulpudeva-Gletscher liegt nördlich, der Hinkley-Gletscher südlich von ihm.
US-amerikanische Wissenschaftler kartierten ihn 1988. Die bulgarische Kommission für Antarktische Geographische Namen benannte ihn 2012 nach der Ortschaft Nebeska im Süden Bulgariens.